# Joel Sánchez (football, 1974)
Pour les articles homonymes, voir Sánchez et Joel Sánchez.
Joel Sánchez Ramos, né le 17 août 1974 à Guadalajara est un footballeur mexicain évoluant au poste de défenseur.

## Carrière
Sánchez évolue de 1991 à 1999 avec les Chivas de Guadalajara. Il rejoint ensuite le Club América pour une saison avant de retourner à Guadalajara, où il reste jusqu'en 2003. Puis le défenseur central s'engage en 2004 avec les Tiburones Rojos de Veracruz. Rapidement, il part chez les Dorados de Sinaloa avant de revenir à Veracruz en 2005. En 2007, il rejoint le Queretaro FC, puis les Estudiantes Tecos.
Sélectionné tout d'abord dans les équipes nationales de jeunes (il participe à la Coupe du monde de football des moins de 17 ans 1991 et à la Coupe du monde de football des moins de 20 ans 1993), Joel Sánchez Ramos est appelé en équipe du Mexique de football pour la première fois en 1996. Il joue ainsi la Coupe du monde de football 1998 et fait partie du groupe vainqueur de la Coupe des confédérations 1999, mais il ne joue aucun match.